# Szombathy Gyula
Szombathy Gyula (Budapest, 1945. január 3. –) Kossuth- és Jászai Mari-díjas magyar színművész, érdemes és kiváló művész.

## Élete
A Színház- és Filmművészeti Főiskola növendéke volt 1964–1968 között Simon Zsuzsa osztályában. A szolnoki Szigligeti Színházhoz került 1968–1974 között. 1974–1992 között a budapesti Vígszínház tagja. 1992-től szabadfoglalkozású lett, illetve részt vett a soproni Petőfi Színház megalapításában, majd évekig játszott is a teátrumban. 2000–2012 között a Radnóti Miklós Színház tagja. 2012–2015 között a Thália Színház művésze, azután csak szerepekre szerződött.
2017 februárjában visszavonult a színjátszástól. 2019-ben újra láthatták a nézők a színpadon a veszprémi Petőfi Színház Tartuffe elődadásában.

### Magánélete
Évek óta Balatonalmádi lakója. 2017-ben rákot diagnosztizáltak nála. 2021-ben sikeres szívműtéten esett át, 2022 januárjában stroke-t kapott.

## Színházi szerepei
- Kornis Mihály: Körmagyar... Férj
- Dobozy Imre: A tizedes meg a többiek... A tizedes
- Eisemann Mihály–Baróti Géza: Bástyasétány '77... Recht, vállalkozó
- Oscar Wilde: Bunbury... Chasuble tiszteletes
- Hamvai Kornél: Castel Felice... Szemüveges
- Kálmán Imre: Csárdáskirálynő... 3. férj
- Csehov: Cseresznyéskert... Szimeonov-Piscsik
- Molière: Dandin György... Csikasz
- Paul Gavault–Robert Charvay: A csodagyermek... Croche
- Osztrovszkij: Erdő... Voszmibratov
- Este fess a pesti nő
- Osztrovszkij: Farkasok és bárányok... Vukol Naumics Csugunov, zugügyvéd
- Gyurkovics Tibor: Fekvőtámasz... Füleky
- Örkény István: Forgatókönyv... Novotni
- Ciprian: Gácsérfej... Cirivis
- Gogol: Háztűznéző... Kocskarjov
- Hogy volt?
- Oscar Wilde: Az ideális férj... Lord Caversham
- Bulgakov: Iván, a rettentő... Iván
- Molnár Ferenc: Játék a kastélyban
- Carlo Goldoni: Karneválvégi éjszaka... Zamaria, takácsmester
- Déry Tibor–Presser Gábor: Képzelt riport egy amerikai popfesztiválról... Frantisek
- Martin McDonagh: A kripli... Mammy
- Frank Wedekind: Lulu... Dr. Goll, egészségügyi főtanácsos
- Marlowe–Brecht: II. Edward... Gaveston
- Füst Milán: Máli néni... Egy vezérigazgató
- Carlo Goldoni: Mirandolina... Forlipopoli, őrgróf
- Eduardo De Filippo: Nápolyi kísértetek... Rafaelo, portás, gonosz lélek
- Janusz Glowacki: Negyedik nővér... Tábornok
- Szálinger Balázs: Oidipusz gyermekei... Szomszéd
- Gerhart Hauptmann: Patkányok... Harro Hassenreuter, volt színigazgató
- Örkény István: Pisti a vérzivatarban... A kimért Pisti
- Csehov: Sirály... Samrajev, Szorin intézője
- Miroslav Krleža: Szentistvánnapi búcsú
- Shakespeare: Szentivánéji álom... Zuboly
- Shakespeare: Tévedések vígjátéka... Syracusai Dromio
- Molière: Versailles-i rögtönzés... Molière
- Ben Jonson: Volpone... Voltore
- Molnár Ferenc: A doktor úr... Csató
- Ionesco: A kopasz énekesnő - Mr. Smith

### Rendezései
- Régi pesti kabaré
- Jacques Deval: Tovaris

## Filmjei

### Játékfilmek
- Harlekin és szerelmese (1967)
- Fényes szelek (1969)
- Makra (1972)
- Még kér a nép (1972)
- A kard (1976)
- Fekete gyémántok 1-2. (1976)
- A néma dosszié (1978)
- Amerikai cigaretta (1978)
- Égigérő fű (1979)
- Ki beszél itt szerelemről? (1979)
- Fogadó az Örök Világossághoz (1981)
- Hófehér (1983) - Alfonz herceg; Hétfő (hang)
- Macskafogó (1986) - Billy (hang)
- Macskafogó 2. – A sátán macskája (2007) - Billy (hang)

### Tévéfilmek
- Princ, a katona (1966)
- Állítsátok meg Arturo Uit! (1975)
- Optimista tragédia (1976)
- Hátország (1976)
- Fogságom naplója (1977) (1979-ben adták le)
- Haszontalanok (1977)
- Zokogó majom 1-5. (1978)
- Amerikai komédia (1978) - dr. Agsby, a hajózási cég jogtanácsosa
- A korona aranyból van (1979)
- Mágnás Miska (1979)
- A 78-as körzet 1–6. (1980)
- Családi kör (1980)
- Misi Mókus kalandjai (1980) - Madarász (hang)
- Süsü, a sárkány kalandjai (1980-1984) - Borbély; Torzonborz hadvezére (+ Kibédi Ervin) (hang)
- A messziről jött ember (1981)
- Faustus doktor boldogságos pokoljárása (1982)
- Sebaj Tóbiás (1982-1984) - Tóbiás (hang)
- A névtelen vár 1-6. (1982)
- Rohamsisakos Madonna (1983)
- A közös kutya (1983)
- Kérem a következőt! III. (1983) - További szereplő (hang)
- Csodatopán (1984)
- Szálka, hal nélkül 1-5. (1984)
- Torta az égen (1984)
- Rafinált bűnösök (1985)
- A fekete kolostor (1986)
- A törvény szövedéke (1988)
- Tihamér (1989)
- Oktogon (1989)
- Hölgyek és urak (1991)
- Frici, a vállalkozó szellem (1993)
- Kisváros (1993–1999)
- Űrgammák (1995)
- A körtvélyesi csíny (1995)
- Velem mindig történik valami (2003)
- Szerencsi, fel! (2003-2004)
- Szuromberek királyfi (2007)
- Barátok közt (2009)
- Munkaügyek (2012)
- Esküvőtől a válóperig (2013)
- Bombaüzlet?! (2013)
- A tanú (2014)
- Kincsem (2014)
- Csak színház és más semmi (2017–2019)

## Hangjátékok
- Boy, Lornsen: Robi, Tóbi és a Töfröcsó (1976)
- Eötvös József: Éljen az egyenlőség! (1977)
- A magyar humor és szatíra története: Elvújítók - nyelvújítók (1977)
- Illyés Gyula: Beatrice apródjai (1978)
- Déry Tibor: Képzelt riport egy amerikai popfesztiválról (1979)
- Fehér Klára: Dodona harminc kilométer… (1979)
- Louis MacNeice: Találkája volt (1979)
- Veres Miklós: Hóreggel (1979)
- Feleki László: Világtörténeti panasziroda (1981)
- Karc - 1981. december (1981)
- Hegedűs Tibor: Találkozás a Hitchcock-klubban (1984)
- Gyárfás Endre: Forgattam kormányt és tollat (1985)
- Balázs Attila: Ki ölte meg Mészáros Kelement? (1987)
- Jókai Mór: Egy hírhedett kalandor a XVII. századból (1987)
- John Collier: A múzeum titka (1988)
- Szakonyi Károly: Lépted a fövenyen (1991)
- Zalán Tibor: Ne lőj a fecskére! (1991)
- Nyerges András: Makinyög (1992)
- Juhász István: Ha megkapod Lillát (1994)
- Fodor László: A templom egere (2003)
- Csukás István: Mi az adu? (2004)
- Mesterházi Márton: Mata Hari - a hírhedett kémnő élete és halála (2004)
- Andreas Capellanus: Értekezés a szerelem művészetéről (2013)
- Egressy Zoltán: Idősutazás (2013)
- Ödön von Horváth: Korunk gyermeke (2013)
- Illyés Gyula: Ítélet előtt (2014)
- Jókai Anna: Éhes élet (2014)
- Móricz Zsigmond: Tündérkert (2014)
- Rodion, Markovits: Az aranyvonat (2014)
- Casanova: Casanova visszatér (2015) – Casanova[9]
- Móricz Zsigmond: Forró mezők (2015)
- Rejtő Jenő: Vesztegzár a Grand Hotelben (2015)
- Czető Bernát László: Túloldali történetek (2019)

## Cd-k, hangoskönyvek
- Csizmás kandúr és más különleges mesék

## Szinkronszerepei
- Asterix, a gall: Asterix
- Asterix és Kleopátra : Asterix
- Asterix tizenkét próbája: Asterix
- Asterix és Cézár ajándéka: Asterix (1. szinkron)
- Asterix Britanniában : Asterix (1. szinkron)
- Frasier, a dumagép: Dr. Frasier Crane – Kelsey Grammer
- Ford Fairlane kalandjai: Julian Grendel - Wayne Newton
- Halló, Halló!: Herr Engelbert von Smallhausen – John Louis Mansi
- Igenis, miniszter úr!: James Hacker – Paul Eddington
- Rabló-pandúr: Tony Roma – Tomás Milián
- Afrika gyöngyszeme: Romão da Cunha – António Capelo
- Charlie angyalai: John Bosley – David Doyle
- Tetthely – 171. rész: Ház az erdőben – Sonny – Fricsay András
- PiROSSZka – A jó, a rossz, a farkas, MEGAnagyi: nagyi – Glenn Close
- Chowder: Mung Daal
- Tini Titánok: Mumbo Jumbo
- Nauszika – A szél harcosai – Gol – Mijaucsi Kóhei
- Mickey egér játszótere: Goofy
- Kalandra fel!: Kopasz boszorkány
- A rózsaszín párduc 1-2: Jacques Clouseau
- Füles: Sid Waterman[10]
- Az őrült nők ketrece 3.: Albin Mougeotte / Zaza Napoli
- Louis de Funès szinkronhangja az alábbi nyolc filmben: Az ördög és a tízparancsolat; Ahol az öröm tanyázik; Felmondtam, jöjjön vissza 1. szinkron, Heves jeges; Fennakadva a fán 2. szinkron, Marakodók, A fösvény; Káposztaleves
- Dallas: Bryant Marlow – Steve Cochran

## Díjai
- SZOT-díj (1974)
- Hegedűs Gyula-emlékgyűrű (1978)
- Jászai Mari-díj (1979)
- Ajtay Andor-emlékdíj (1982)
- A Magyar Köztársasági Érdemrend kiskeresztje /polgári tagozat/ (1995)
- A Magyar Köztársasági Érdemrend tisztikeresztje /polgári tagozat/ (2005)
- Érdemes művész (2009)
- Kiváló művész (2016)
- Kossuth-díj (2020)
- Karinthy-gyűrű (2022)[11]